# Memoriale italiano di Auschwitz
Il memoriale italiano di Auschwitz fu inaugurato nel 1980 nella città di Oświęcim (Auschwitz in tedesco). Celebrava tutti gli italiani caduti nei campi di concentramento nazisti, è stato smantellato nel 2016, rimontato in Italia, a Firenze, e inaugurato nel maggio 2018 dopo un accurato restauro.
Il memoriale, voluto dall'ANED, fu realizzato grazie alla collaborazione di alcuni importanti nomi della cultura italiana del Novecento. Il progetto architettonico dello studio BBPR era stato inserito al primo piano del Blocco 21 di Auschwitz I con una spirale ad elica all'interno della quale il visitatore cammina come in un tunnel, rivestita all'interno con una tela composta da 23 strisce dipinte da Pupino Samonà, seguendo la traccia di un testo scritto da Primo Levi. Dalla passerella lignea che conduceva il visitatore nel tunnel saliva la musica di Luigi Nono, Ricorda cosa ti hanno fatto in Auschwitz. Nelo Risi contribuì alla realizzazione con la sua competenza di regista.

## Storia
Fin dall'inizio degli anni Settanta, l'Associazione Nazionale Ex-Deportati (ANED) aveva avviato una riflessione circa la necessità di un memoriale, sollecitando lo studio di architettura milanese BBPR per la sua progettazione e animato una capillare raccolta di fondi necessari alla sua realizzazione. Il 24 aprile 1971 durante una riunione del Comité International d'Auschwitz, Emilio Foa, rappresentante italiano nel Comité e membro dell'ANED di Roma, aveva comunicato l'assenso ricevuto dal Ministero dell'Arte e della Cultura polacco al “progetto di allestire un'esposizione nazionale italiana ad Auschwitz” e nel febbraio del 1972 la questione del memoriale è posta nell'agenda delle cose da fare. 
Nel 1975 è presentato un primo progetto dello studio BBPR e nell'estate 1978 viene creato un “comitato operativo”. Tale comitato deve impegnarsi nella raccolta di nuovi contributi e occuparsi della “realizzazione visiva, documentaria e politica” del memoriale. Composto da Gianfranco Maris, Dario Segre, Bruno Vasari, Lodovico Belgiojoso, Emilio Foa, Teo Ducci e Primo Levi, il comitato si riunisce per la prima volta il 7 ottobre presso la sede dell'Aned di Milano.  In questa riunione sono discusse “le linee generali delle tematiche che, attraverso la Sezione italiana, s'intende proporre all'attenzione dei visitatori” e Primo Levi è incaricato di “redigere un testo-base sul quale proseguire le discussioni”.  Il 13 novembre del 1978, in una seconda riunione del comitato presso la sede dell'Aned di Torino, il testo di Levi viene discusso: il comitato si riconosce nelle parole di Levi, che diventano la voce della deportazione italiana ad Auschwitz. Inviato immediatamente a Auschwitz, il testo di Levi viene trasmesso a Lodovico Belgiojoso e a Nelo Risi, il quale è stato nel frattempo sollecitato per curare la regia del memoriale.
La riunione del comitato nello studio BBPR il 24 gennaio 1979 segna l'avvio dell'ultima fase di realizzazione del progetto. In generale, si decide definitivamente che “il criterio del memoriale italiano non sarà un duplicato delle tante mostre della deportazione, ma un luogo di raccoglimento e di ricordo”. L'illustrazione della striscia è affidata a un unico artista: Pupino Samonà.
Nell'estate del 1979 tutto è pronto e l'Aned provvede al trasferimento ad Auschwitz non solo dell'opera, ma anche degli operai incaricati del suo effettivo montaggio. I lavori si protraggono per tutto il mese di agosto, con alcuni ultimi ritocchi nel mese di ottobre. Per finire, viene sollecitato Luigi Nono che nel marzo del 1980 concede il suo accordo all'utilizzo permanente del suo nastro Ricorda cosa ti hanno fatto in Auschwitz.
Il 3 aprile 1980 l'Aned tiene una conferenza stampa di presentazione del progetto suscitando una certa eco sui giornali, il 13 aprile il memoriale è inaugurato con una solenne cerimonia e il 24 maggio viene trasmessa sulla Rai Testimonianze del terrore: dentro la spirale, filmato girato da Massimo Sani e Paolo Gazzara in occasione dell'inaugurazione.

## Il cantiereBlocco 21
Nel 2010, a trent'anni dalla sua inaugurazione, il memoriale versava in stato d'abbandono ed era stato oggetto di pesanti critiche e di un'azione legislativa che, già all'inizio del 2008, aveva messo in discussione la sua stessa esistenza. L'Aned si mosse per difendere sul piano giuridico la sua opera, mentre l'Istituto bergamasco per la storia della Resistenza e dell'età contemporanea (ISREC Bergamo) coinvolse la Scuola di Restauro dell'Accademia di Brera e i sindacati edili di CGIL, CISL, UIL (Lazio, Lombardia, Nazionale) per un'azione di sensibilizzazione in collaborazione con l'Aned: fu lanciato un manifesto per la salvaguardia del memoriale e organizzato il Cantiere Blocco 21, laboratorio di studio e conservazione, che in settembre si trasferì ad Auschwitz e, grazie al lavoro di 32 allievi della Scuola di Restauro di Brera, dopo i rilievi, si spazzò via almeno vent'anni di polvere. Il lavoro del Cantiere portò all'allestimento di una mostra itinerante (Blocco 21) e all'elaborazione di un progetto di conservazione e integrazione del memoriale (il Progetto Glossa) che fu approvato dall'Aned riunita nel suo XIV Congresso e presentato alle autorità italiane. Benché il manifesto avesse raccolto firme di importanti studiosi, italiani e stranieri, tuttavia il Cantiere non riuscì a smuovere l'attenzione collettiva.
Il 3 febbraio del 2009, nell'ambito delle celebrazioni legate al Giorno della Memoria, nell'aula magna dell'Accademia di Brera, a Milano, si svolse una grande manifestazione dedicata al ricordo delle vittime dei lager nazisti, intitolata Auschwitz: Memorial in onore degli italiani caduti nei campi di sterminio nazisti, allo scopo di difendere il Memoriale e sensibilizzare l'opinione pubblica sulla salvaguardia della memoria. All'incontro presero parte, fra gli altri, Giuseppe Arcidiacono, Cesare Ajroldi, Alberto Artioli, Ferdinando De Filippi, Dario Fo, Gianfranco Maris, Alberto Samonà, Sandro Scarrocchia, insieme agli studenti della Scuola di Restauro di Brera che avevano partecipato al restauro del memoriale e ad altri intellettuali ed esponenti del mondo della cultura.

## Smantellamento del memoriale e trasferimento da Auschwitz a Firenze
Le ragioni che avevano messo in discussione l'esistenza del memoriale italiano da parte dell'ente museale di Auschwitz, con l'appoggio del governo polacco e del Consiglio internazionale di Auschwitz, riguardavano le mancate corrispondenze delle «linee guida emanate dal Museo negli ultimi anni» le quali asserivano che da tutti i musei e i memoriali ospiti di Auschwitz, fosse richiesto, come requisito essenziale, «un allestimento di taglio pedagogico-illustrativo» e non, un'opera d'arte, così com'era stata fin dalla sua nascita e fosse fino a quel momento quella del memoriale italiano patrocinata dall'Aned. 
Su questa base, già nel luglio 2011, la direzione del museo polacco agì d'autorità ed esercitò l'arbitrio, con una «decisione unilaterale», non solo «di chiudere il museo al pubblico» ma di renderlo anche «inaccessibile persino agli studiosi». Nessun effetto sortirono «gli appelli dell’Aned e le interrogazioni parlamentari promosse da Sel» che «chiedevano che l’opera rimanesse al suo posto», e per soddisfare i requisiti richiesti dalla direzione, fosse integrata «con [...] pannelli didattici». Il memoriale non solo non fu riaperto, ma ci fu il pressante invito al suo smantellamento altrimenti avrebbe provveduto lo stesso ente museale con il rischio poi di assegnare quello spazio dedicato all'Italia (e a suoi deportati), ad un'altra nazione.
A nulla valse poi l'appello che in centinaia firmarono anni dopo per salvare l'opera d'arte dalla demolizione.
Lo sfratto fu formalizzato il 21 ottobre 2014, ma «grazie alle pressioni di ANED, il Ministero dei Beni culturali autorizzò l'Istituto centrale del Restauro e l'Opificio delle pietre dure di Firenze a realizzare lo smontaggio dell'opera per rimuoverla dal Museo», operazione che fu fatta nel 2015, con il trasferimento poi a Firenze all'inizio del 2016. 
La dura reazione dell'associazione degli ex deportati nei campi nazisti si è espressa tramite le parole del presidente Dario Venegoni che ha non solo evidenziato una sorta di censura delle autorità polacche verso l'opera dell'Aned ma ha criticato anche l'operato di tutti i governi che si sono succeduti in Italia dal 2008 in poi, che nulla hanno fatto per difendere quel patrimonio culturale italiano sulla deportazione: «nessuno dei governi che si sono succeduti dal 2008 a oggi ha ottemperato all'elementare dovere di difendere quell'opera d’arte, rilevante bene culturale che ha onorato l’Italia nel mondo, dal tentativo di una prevaricazione politica su un’opera di cultura. Una prevaricazione tanto più grave, in quanto attuata da un paese nostro partner nell'Unione Europea»  e ancora «L’ANED, proprietaria esclusiva del Memoriale, ha rigettato e rigetta con riprovazione ogni tentativo di riscrivere la storia e ogni ipotesi di censura dell’opera, che va salvaguardata nella sua integrità, nel rispetto del progetto originario».

### Il Memoriale italiano di Auschwitz a Firenze
Il memoriale ha potuto trovare la sua nuova collocazione fiorentina grazie alla Regione Toscana che, con il sostegno diretto del Presidente Enrico Rossi, ha finanziato il progetto che è stato redatto e realizzato dalla Direzione Servizi Tecnici del Comune di Firenze, per ricollocare l’opera. Il Comune di Firenze, con un finanziamento della Regione Toscana, sta inoltre elaborando un progetto per il percorso educativo che si snoderà al piano terra dell’EX3, con l’intento di narrare la storia che la stessa opera ripercorre attraverso tele dipinte, testi e musica (si tratta infatti di una opera corale e multimediale), ma anche con l’obiettivo specifico di attualizzare nuovamente il messaggio di difesa della democrazia e di lotta alle dittature e al razzismo attraverso la memoria e la storia. Si tratta di un impegno che la Regione sta portando avanti, soprattutto attraverso il lavoro di formazione con le scuole, fin dagli anni Duemila.
Il Memoriale è stato ufficialmente inaugurato l'8 maggio 2019.
L'opera, che presentava i segni del tempo, è stata totalmente restaurata in soli quattro mesi. Il restauro è stato possibile grazie alla Fondazione della Banca CR Firenze «che si è fatta carico anche della gestione del cantiere di restauro tramite la Cooperativa Archeologia supervisionata dall’Opificio delle Pietre Dure». La parte sonora è stata riattualizzata e riprogettata a cura del centro Tempo Reale di Firenze.
Contemporaneamente all'inaugurazione del memoriale, è stata inaugurata una imponente mostra, ideata dall'architetto Alberico Barbiano di Belgiojoso che ha occupato tutto il piano terreno del museo. Il tema della mostra, prodotta dell'ANED con il patrocinio della Unione delle comunità ebraiche italiane e dalla Università degli Studi della Tuscia, è stato Un filo ininterrotto. La memoria della deportazione e il Memoriale di Auschwitz. Nell'occasione ai visitatori è stato fatto dono di un pieghevole "storico" che riproduceva testi di una presentazione del memoriale italiano realizzato nel 1980 per la visita al Memoriale mentre era ad Auschwitz con anche il famoso testo: Al visitatore, scritto da Primo Levi per i visitatori che ad Auschwitz si accingevano ad entrare nella gigantesca spirale del memoriale.